# Hydrozagadka
Hydrozagadka (vertaald: "het Hydromysterie") is een Poolse komische superheldenfilm in zwart-wit uit 1971, de enige film van dit genre die ooit in Polen is gemaakt. De film was bedoeld als een spoof op het westerse superheldengenre, maar verwierf vooral een cultstatus als parodie op het leven in de Volksrepubliek Polen.

## Verhaallijn
Tijdens een hittegolf verdwijnt in Warschau plotseling en zonder enige verklaarbare reden het water spoorloos. Een wetenschapper, professor Milczarek, probeert het mysterie op te lossen en wordt daarin bijgestaan door de saaie ingenieur Jan Walczak, die een dubbelleven leidt als de onverschrokken superheld As ("Aas"). Samen binden zij de strijd aan met de geheimzinnige superschurk Doktor Plama ("Dr. Vlek") en het spoor leidt al snel naar de exotische Maharadja van Kabur.

## Hoofdrollen
| Acteur                | Personage              |
| --------------------- | ---------------------- |
| Józef Nowak           | Jan Walczak/As         |
| Wiesław Michnowski    | Professor Milczarek    |
| Roman Kłosowski       | De Maharadja van Kabur |
| Zdzisław Maklakiewicz | Doktor Plama           |